# Rai Gulp
Rai Gulp je tematický kanál italské veřejnoprávní televize RAI pro děti a mladistvé.

## Charakteristika
Kanál Rai Gulp je určen dětem a mládeži od pěti do čtrnácti let. Vysílá filmy, seriály a pořady nejen z produkce Rai, ale i zahraniční. Rai Gulp klade velký důraz na vzdělávání dětí a mládeže, a proto uvádí výukové pořady angličtiny, chování na veřejnosti aj.Kanál je zprostředován volně ze satelitu Hot Bird.

## Výběr pořadů a seriálů
- The Old Family
- Teletubbies
- Amazing World
- Martin Mystere
- Mermaid Melody Pichi Pichi Pitch
- Pepek námořník
- Tom a Jerry
- Tommy & Oscar
- Cosmic Cowboys
- Hiedi, Bienvenida a casa
- Club 57
- Winx Club